# زینب بدوی

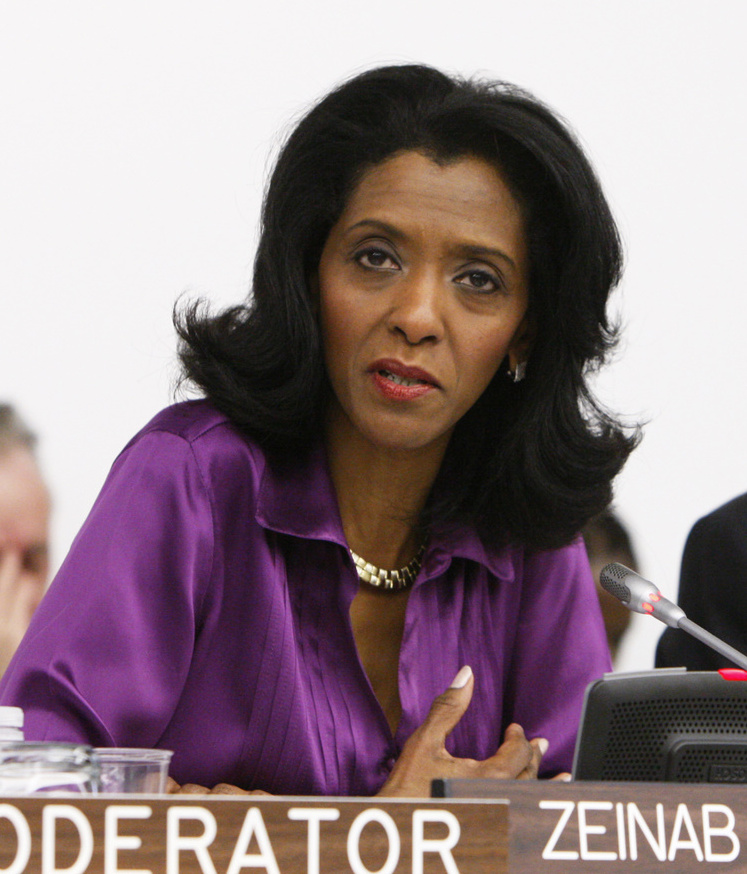
Zeinab Badawi moderating a panel discussion at the UN in 2011

زینب بدوی (زادهٔ ۲۴ نوامبر ۱۹۵۹، سودان) یک مجری و روزنامه‌نگار است. بدوی یکی از مجریان حرفه‌ای تلویزیون و رادیوی بی‌بی‌سی انگلیسی است که جایزه «شخصیت تلویزیونی بین‌المللی» سال ۲۰۰۹ را دریافت کرد. او در کنار مشعل حسین، جان سباستین، جیم میور، کریستین امانپور، لری کینگ، ریز خان، غسان بن جدو، خدیجه بن قنه، فیصل قاسم و چند تن دیگر در شبکه‌های انگلیسی و عربی از افراد صاحب سبک و سرشناس در سطح بین‌الملل به حساب می‌آید.
او در حال حاضر رئیس دانشکده مطالعات شرقی و آفریقایی است.